# Sol de Inverno
Sol de Inverno é uma canção portuguesa, vencedora do II Grande Prémio TV da Canção Portuguesa e que depois representou Portugal no Festival Eurovisão da Canção 1965 que teve lugar em Nápoles em 20 de março de 1965.

## Festival RTP da Canção
Simone de Oliveira foi uma de quatro intérpretes participantes no II Grande Prémio TV da canção, juntamente com António Calvário, Artur Garcia e Madalena Iglésias. Das oito canções a concurso, recebeu a mais alta pontuação - 91 pontos - atribuída por júris regionais.

## Eurovisão da Canção
A canção foi interpretada em português por Simone de Oliveira. Foi a décima-segunda canção a ser interpretada na noite do evento, a seguir à canção francesa "N´avoue jamais", cantada por Guy Mardel e antes da canção italiana "Se piangi, se ridi", interpretada por Bobby Solo. A canção portuguesa terminou em 13.º lugar, empatada com a canção norueguesa "Karusell" (interpretada por Kirsti Sparboe), tendo recebido apenas um ponto dado pelo júri monegasco.

## Autores
- Letrista: Jerónimo Bragança
- Compositor:  Carlos Nóbrega e Sousa
- Orquestrador: Fernando de Carvalho

## Letra
A canção é de estilo «chanson» popular dos primeiros anos do Festival Eurovisão da Canção. Simone de Oliveira toma o papel de uma mulher cujo amante está a terminar o relacionamento e diz-lhe como se sente. Compara a sua situação ao sol de inverno, cantando que ela, tal como o sol de inverno, não tem calor. Numa conferência de imprensa em Nápoles, durante a Eurovisão, um jornalista perguntou a Simone se a "bandeira vencida, rasgada no chão" era uma referência à luta anti-Salazarista, mas a intéprete não respondeu.

## Versões
| Outras versões                    |
| --------------------------------- |
| "Sol de invierno" (em castelhano) |

Vários artistas gravaram a sua própria versão de "Sol de Inverno". A mais mediática terá sido a de Luciana Abreu, que a gravou em 2013 com o propósito de servir de tema da abertura da telenovela homónima.